# 麒麟児和春
麒麟児 和春（きりんじ かずはる、1953年3月9日 - 2021年3月1日）は、千葉県柏市出身（出生時は東葛飾郡柏町）で二所ノ関部屋に所属した大相撲力士。本名は垂澤 和春（たるさわ かずはる）。最高位は東関脇。現役時代の体格は182cm、146kg。得意技は突っ張り、押し、左四つ、寄り。引退後は年寄・北陣として後進を指導し、停年まで協会に属していた。
12代式守錦太夫は甥。

## 来歴

### 入門から十両昇進まで
父は国鉄の駅長を務めていたので夜勤が多く、病気がちな母を助けるために姉と二人でよく家事を手伝っていたという。小学2年生から柔道を行っていたが、柏市立柏第二中学校入学時に90キロに達した体格を生かして柔道の大会で活躍したため、相撲を志すようになったという。鉄道マンとして地道に生きる父、祖父の姿は尊敬の対象だったものの、自分の将来を考えた時には、今一つ物足りなさを感じていた。いつの頃からか、和春は、「将来はなにか思い切ったことをやってみたい」と、胸をふくらませるようになり、そこで思い立ったのが、力士になることであった。中学2年生のときに力士を志して「俺、今から両国に行って、お相撲さんになるから」と突然家を出て行った。突然の思い付きに母は慌てふためき、事情が呑み込めないながらも何とか垂澤と同じ電車に乗り込んで垂澤に同伴することとなった。両国に着いて最初に訪れた立浪部屋では応対した鳴戸（元幕内・大岩山）に身長不足を理由に断られ、次の時津風部屋では時津風（双葉山）は不在、3つめに訪れた二所ノ関部屋で二所ノ関（佐賀ノ花）が入門を認めてくれた。中学3年より墨田区立両国中学校に転校し、両国中在籍中の1967年5月場所で初土俵。最初は突き押しが身に付くまで時間がかかり、幕下時代には生活態度を巡って兄弟子と口論になって反発した末に一旦髷を切って脱走したが、直後に二所ノ関から寛容な態度で説得され、これを機に熱心に稽古をするようになった。1973年の9月場所と11月場所、幕下で2場所連続全勝優勝で十両に昇進。本名の「垂沢」から、兄弟子の大関・大麒麟が若手時代に名乗っていた四股名である「麒麟児」に改名（垂沢は大麒麟の付け人を勤めていた）。ちなみに十両昇進年齢が20歳以下なら「麒麟児」、21歳以上なら「海山」を名乗らせるつもりだったらしい。実は1973年9月場所が始まる数日前、一進一退で中々出世できないことに見込みがないと感じて家族に廃業を決意していることを明かしており、もしその9月場所で優勝しなかったらそのまま廃業していたとのことであり、自分がこれほどの力を発揮できたのは辞めると決めて吹っ切れていたためであると後年述懐している。

### 入幕以降
1974年9月場所新入幕、好成績でいきなり横綱・輪島にあわせられるなど、すぐに幕内上位に定着。突っ張りを得意としたきっぷのいい押し相撲（左四つでも相撲が取れた）で入幕以来7場所連続勝ち越して関脇まで昇進し三役と三賞の常連になる。輪島とは初顔の対戦以来、10度目の対戦（1976年9月場所）まで7勝3敗とカモにしていた（その後は逆にカモにされ、1不戦敗を含む1勝12敗）。同タイプの富士櫻との取組は人気を博し、1975年5月場所の8日目の天覧相撲では富士櫻と108発の猛烈な突っ張り合いを見せ、昭和天皇が思わず身を乗り出したことは有名な話で、協会も昭和天皇が観戦する日にわざわざ割を組んだほどだった。また、時間前に立合うこともしばしばあった。本人も富士櫻との対戦が現役時代最高の思い出だったと語る（ちなみに対戦成績は麒麟児が17勝9敗と勝ち越している）。
同部屋の天龍が二所ノ関を継承した金剛と確執を抱いたことを原因として1976年9月場所を最後に廃業した際、仲の良かった麒麟児は引き止めようとした。天龍は麒麟児を「尊敬できる後輩」と振り返っている。
35歳になっていた時期にも若々しい相撲は変わらず、。稽古場でも巡業地でも黙々と汗を流し、若手力士も行わないランニングを続けた。
1979年に左膝を負傷して十両陥落。その後小結まで番付を戻すが1981年以降になると、次第に上位には通じなくなり、幕内上位では負け越し、番付が下がると勝ち越すというパターンの繰り返しが続き、いわゆるエレベーター力士として引退まで幕内に長く留まった。昭和天皇も「麒麟児は今度は勝ち越す番だね。下位に下がったから」と言ったエピソードがあり、引退までのほとんどがこの星取りパターンだった。1981年7月場所から1984年11月場所まで実に21場所の間、地方場所では勝ち越し、東京場所では負け越しを交互に繰り返している。両国国技館こけら落としの1985年1月場所では9勝6敗と勝ち越し、このパターンをストップさせたものの、逆に翌3月場所で4勝11敗と負け越した。また1986年11月場所から1988年5月場所までの10場所間は地方場所で勝ち越し、東京場所で負け越しというパターンを辿っている。

### 現役引退
1988年9月場所に以前から痛めていた左膝を再度負傷、この場所限りで引退し年寄・北陣を襲名した。なお、引退の経緯については入門時の師匠である佐賀ノ花の未亡人が「あなたも十分やったから、もう（辞めても）いいんじゃない」と言われ、「もう潮時かな」と思ったことなどを語っている。「十両に落ちてまで、麒麟児に相撲を取らせたくない」という未亡人の親心でもあった。
現役引退後はNHKのテレビ中継や『サンデースポーツ』の解説で、実技をふまえたわかりやすい説明で視聴者から親しまれた。
長く大相撲中継の明快な解説で知られたが、2015年5月場所を最後に病気のため、出演しなかった。角界関係者によれば、この頃に頭部の腫瘍摘出手術を受けた影響で顔面に麻痺の症状が残ったという。そのため、現役時代の面影は薄れていたと伝わる。
2018年3月8日に停年（定年）を迎えたが、再雇用制度を利用せず日本相撲協会を退職した。既に再雇用が相当ではない健康状態であった。
2021年3月1日、多臓器不全のため、死去。67歳没。
死去する10年近く前に腎臓移植を受けたが、提供された腎臓との相性が良くなかったため体調を崩していたという。晩年は糖尿病と腎臓を患っていた。停年近くには既に体調が悪くなっていたが、周囲に気を遣わせないよう体調が悪いことをジョークにしていた。
死去の際にライバルの富士櫻は1975年5月場所中日の天覧相撲の思い出を「本当に悔しかったですけど、自分の相撲を取り切ったという自負もあって、満足感の方が強かった。後でテレビを見ていたら、陛下も手を叩いてお喜びになっていました。いい思い出をありがとうと伝えたいです」と語った。また、富士櫻が定年を前にした大相撲中継で幕内の取り組みの正面解説を務めた時には、麒麟児が向正面の解説者として出演し、上記の取り組みなどを踏まえて思い出を語り、労を労っている。

## 人物・エピソード
いわゆる「花のニッパチ組」の一人として長く土俵を沸かせた「華のある力士」だった。力士の多くが土俵上では感情を表さないことを美徳としていた当時、惜敗して土俵に這うと、拳を土俵に叩きつけて悔しがる様子を見せていた。
現役時代より柔和で人柄が良いことで知られており、懇意にしていた近所の女性からは弟のようにかわいがられていたという。それに関して、その女性から幕内定着以降暫く小遣いを渡されることがあったがその度に好意を無駄にしないために有難く受け取ったというエピソードが存在している。
力士のテレビCM出演が盛んに行われた頃、四股名からの連想で、旭國とともにサントリービールのCMに出演した。
大正テレビ寄席の「マキシンのバーゲンセール」のコーナーで、オークションの結果、品物を競り落とし、登壇したことがある。
死去の際に弟弟子の大善は「親方（元麒麟児）は、いてくれるだけで周囲が明るくなる、太陽のような人でした」と語り、現役時代の相撲ぶりを「絶対に引かない。突き押しの最高傑作」と評した。
麒麟児は「僕は親方のおかげで漢字をたくさん覚えられたんです」と話したことがある。自身の四股名「麒麟児」は大人にとってすらも難筆・難読であり子供から「キリン（麒麟）なのに、なんで背が低いの」などと聞かれることから最初好きではなかったという。

## 主な成績
- 通算成績：773勝792敗34休 勝率.494（通算敗北数は歴代10位）
- 幕内成績：580勝644敗34休 勝率.474（幕内敗北数は歴代7位）
- 現役在位：129場所
- 幕内在位：84場所
- 三役在位：17場所（関脇7場所、小結10場所）
- 三賞：11回
  - 殊勲賞：4回（1975年9月場所、1976年7月場所・9月場所、1978年11月場所）
  - 敢闘賞：4回（1975年1月場所・5月場所、1982年3月場所、1988年3月場所）
  - 技能賞：3回（1975年3月場所、1976年7月場所、1978年9月場所）
- 金星：6個（輪島2個、北の湖1個、三重ノ海1個、2代若乃花1個、大乃国1個）
- 各段優勝
  - 十両優勝：1回（1974年7月場所）
  - 幕下優勝：2回（1973年9月場所、1973年11月場所）

### 場所別成績
| | 一月場所 初場所（東京） | 三月場所 春場所（大阪） | 五月場所 夏場所（東京） | 七月場所 名古屋場所（愛知） | 九月場所 秋場所（東京）  | 十一月場所 九州場所（福岡） |
| --- | ----------------------- | ----------------------- | ----------------------- | --------------------------- | ------------------------ | --------------------------- |
| 1967年 （昭和42年） | x                       | x                       | （前相撲）              | （前相撲）                  | 東序ノ口14枚目 3–4       | 東序ノ口5枚目 3–4           |
| 1968年 （昭和43年） | 西序二段125枚目 4–3     | 東序二段85枚目 2–5      | 東序二段98枚目 5–2      | 西序二段55枚目 3–4          | 西序二段62枚目 3–4       | 西序二段66枚目 3–4          |
| 1969年 （昭和44年） | 東序二段70枚目 6–1      | 西序二段15枚目 4–3      | 西三段目95枚目 3–4      | 西三段目99枚目 3–4          | 東序二段10枚目 5–2       | 東三段目78枚目 6–1          |
| 1970年 （昭和45年） | 西三段目36枚目 1–6      | 東三段目64枚目 3–4      | 西三段目69枚目 4–3      | 東三段目46枚目 6–1          | 東三段目14枚目 2–5       | 東三段目32枚目 5–2          |
| 1971年 （昭和46年） | 東三段目3枚目 4–3       | 西幕下52枚目 6–1        | 東幕下24枚目 4–3        | 西幕下18枚目 4–3            | 東幕下16枚目 2–5         | 東幕下31枚目 5–2            |
| 1972年 （昭和47年） | 東幕下17枚目 5–2        | 東幕下7枚目 3–4         | 東幕下12枚目 4–3        | 東幕下8枚目 2–5             | 西幕下21枚目 3–4         | 東幕下28枚目 5–2            |
| 1973年 （昭和48年） | 東幕下14枚目 4–3        | 西幕下11枚目 3–4        | 西幕下15枚目 3–4        | 東幕下21枚目 3–4            | 西幕下30枚目 優勝 7–0    | 東幕下2枚目 優勝 7–0        |
| 1974年 （昭和49年） | 東十両9枚目 8–7         | 東十両7枚目 6–9         | 西十両10枚目 9–6        | 西十両2枚目 優勝 12–3       | 東前頭9枚目 9–6          | 東前頭5枚目 8–7             |
| 1975年 （昭和50年） | 東前頭筆頭 10–5 敢★     | 東小結 8–7 技           | 東小結 9–6 敢           | 西関脇 8–7                  | 西張出関脇 8–7 殊        | 東張出関脇 7–8              |
| 1976年 （昭和51年） | 西前頭筆頭 4–11         | 東前頭8枚目 6–9         | 東前頭11枚目 10–5       | 西前頭4枚目 11–4 殊技★      | 東関脇 8–7 殊            | 東張出関脇 5–10             |
| 1977年 （昭和52年） | 西前頭3枚目 6–9         | 西前頭6枚目 8–7         | 東前頭3枚目 4–7–4       | 西前頭9枚目 9–6             | 東前頭4枚目 8–7          | 西小結 3–12                 |
| 1978年 （昭和53年） | 東前頭8枚目 9–6         | 西前頭2枚目 4–11        | 東前頭10枚目 11–4       | 西前頭筆頭 5–10             | 西前頭5枚目 12–3 技      | 東小結 8–7 殊               |
| 1979年 （昭和54年） | 西関脇 8–7              | 西関脇 5–6–4            | 西前頭3枚目 3–12        | 西前頭12枚目 9–6            | 東前頭4枚目 休場 0–0–15  | 東十両2枚目 10–5            |
| 1980年 （昭和55年） | 東前頭13枚目 8–7        | 東前頭10枚目 11–4       | 西前頭筆頭 5–10 ★       | 東前頭4枚目 8–7 ★           | 西小結 7–8               | 西前頭筆頭 6–9              |
| 1981年 （昭和56年） | 西前頭4枚目 5–10        | 西前頭9枚目 9–6         | 東前頭4枚目 8–7         | 東前頭筆頭 9–6              | 東張出小結 4–11          | 西前頭6枚目 9–6             |
| 1982年 （昭和57年） | 東前頭2枚目 6–9         | 東前頭5枚目 11–4 敢     | 東小結 2–13             | 西前頭9枚目 9–6             | 西前頭4枚目 4–11         | 東前頭12枚目 11–4           |
| 1983年 （昭和58年） | 東前頭2枚目 3–12        | 東前頭10枚目 10–5       | 西小結 2–13             | 西前頭9枚目 10–5            | 西前頭筆頭 3–12          | 東前頭10枚目 10–5           |
| 1984年 （昭和59年） | 東前頭筆頭 4–11         | 東前頭9枚目 11–4        | 東小結 5–10             | 東前頭5枚目 8–7             | 東前頭2枚目 3–12         | 西前頭12枚目 8–7            |
| 1985年 （昭和60年） | 東前頭9枚目 9–6         | 東前頭4枚目 4–11        | 東前頭12枚目 9–6        | 西前頭6枚目 6–9             | 東前頭11枚目 9–6         | 東前頭2枚目 5–10            |
| 1986年 （昭和61年） | 東前頭8枚目 9–6         | 西前頭3枚目 6–9         | 西前頭8枚目 8–7         | 東前頭5枚目 7–8             | 西前頭6枚目 6–9          | 東前頭10枚目 10–5           |
| 1987年 （昭和62年） | 東前頭2枚目 4–11        | 東前頭10枚目 9–6        | 西前頭2枚目 3–12        | 東前頭9枚目 9–6             | 東前頭筆頭 5–10          | 東前頭7枚目 9–6             |
| 1988年 （昭和63年） | 西小結 2–13             | 西前頭7枚目 10–5 敢     | 東前頭筆頭 6–9 ★        | 東前頭4枚目 3–12            | 東前頭13枚目 引退 0–2–11 | x                           |
| 各欄の数字は、「勝ち-負け-休場」を示す。 優勝 引退 休場 十両 幕下 三賞：敢=敢闘賞、殊=殊勲賞、技=技能賞 その他：★=金星 番付階級：幕内 - 十両 - 幕下 - 三段目 - 序二段 - 序ノ口 幕内序列：横綱 - 大関 - 関脇 - 小結 - 前頭（「#数字」は各位内の序列） |                         |                         |                         |                             |                          |                             |

## 幕内対戦成績
| 力士名     | 勝数 | 負数  | 力士名   | 勝数  | 負数 | 力士名   | 勝数 | 負数  | 力士名    | 勝数 | 負数 |
| ---------- | ---- | ----- | -------- | ----- | ---- | -------- | ---- | ----- | --------- | ---- | ---- |
| 青葉城     | 9    | 7     | 青葉山   | 7     | 7    | 安芸ノ島 | 0    | 1     | 朝潮(4代) | 9    | 20   |
| 旭國       | 6    | 11    | 旭富士   | 6     | 6    | 天ノ山   | 7    | 5     | 荒勢      | 13   | 7    |
| 板井       | 6    | 6     | 岩波     | 2     | 2    | 恵那櫻   | 0    | 1     | 王湖      | 1    | 0    |
| 大潮       | 10   | 2     | 巨砲     | 10    | 16   | 大錦     | 14   | 3     | 大ノ海    | 1    | 0    |
| 大乃国     | 2    | 11    | 大乃花   | 0     | 1    | 大豊     | 3    | 2     | 大鷲      | 2    | 1    |
| 魁輝       | 17   | 9     | 魁傑     | 4     | 12   | 北瀬海   | 5    | 2     | 北の湖    | 4    | 28   |
| 騏乃嵐     | 0    | 2     | 霧島     | 13    | 7    | 起利錦   | 3    | 4     | 蔵間      | 17   | 7    |
| 黒瀬川     | 4(1) | 2     | 黒姫山   | 15    | 12   | 高望山   | 13   | 10    | 港龍      | 2    | 1    |
| 琴稲妻     | 0    | 1     | 琴ヶ梅   | 5     | 2    | 琴風     | 4    | 20    | 琴ヶ嶽    | 3    | 0    |
| 琴千歳     | 1    | 0     | 琴若     | 0     | 1    | 小錦     | 2    | 8     | 小沼      | 0    | 1    |
| 斉須       | 4    | 2     | 蔵玉錦   | 6     | 3    | 逆鉾     | 5    | 9     | 佐田の海  | 13   | 11   |
| 薩洲洋     | 4    | 1     | 嗣子鵬   | 2     | 2    | 白田山   | 1    | 1     | 陣岳      | 6    | 5(1) |
| 神幸       | 1    | 0     | 大旺     | 2     | 1    | 大峩     | 1    | 1     | 大豪      | 1    | 0    |
| 大こう     | 1    | 0     | 大受     | 4     | 1    | 太寿山   | 9    | 5     | 大飛      | 3    | 0    |
| 大竜川     | 1    | 0     | 隆の里   | 6     | 17   | 貴ノ花   | 7    | 15    | 孝乃富士  | 3    | 9    |
| 隆三杉     | 7    | 6     | 高見山   | 17(2) | 18   | 多賀竜   | 7    | 7     | 谷嵐      | 3    | 0    |
| 玉輝山     | 3    | 2     | 玉ノ富士 | 10    | 9    | 玉龍     | 5    | 3     | 竹葉山    | 0    | 1    |
| 千代の富士 | 6(1) | 20    | 寺尾     | 6     | 7    | 出羽の花 | 17   | 10    | 闘竜      | 11   | 14   |
| 栃赤城     | 9    | 7     | 栃東     | 3     | 0    | 栃司     | 2    | 7     | 栃剣      | 4    | 7    |
| 栃乃和歌   | 1    | 1     | 栃光     | 15    | 17   | 栃纏     | 1    | 0     | 南海龍    | 1    | 2    |
| 羽黒岩     | 2    | 0     | 長谷川   | 2(1)  | 4    | 蜂矢     | 2    | 0     | 花乃湖    | 4    | 5    |
| 花ノ国     | 1    | 1     | 播竜山   | 5     | 1    | 飛騨乃花 | 7    | 3     | 福の花    | 2    | 1    |
| 富士櫻     | 17   | 9     | 藤ノ川   | 4     | 3    | 富士乃真 | 1    | 1     | 二子岳    | 2    | 3    |
| 双津竜     | 3    | 5     | 双羽黒   | 1     | 4    | 北天佑   | 2    | 9     | 北勝海    | 3    | 12   |
| 前乃臻     | 3    | 2     | 増位山   | 8     | 9    | 舛田山   | 9    | 4     | 益荒雄    | 3    | 1    |
| 三重ノ海   | 8(1) | 17    | 三杉磯   | 9     | 7    | 水戸泉   | 6    | 0     | 陸奥嵐    | 1    | 2    |
| 豊山       | 8    | 6     | 吉王山   | 1     | 0    | 吉の谷   | 1    | 0     | 琉王      | 1    | 0    |
| 龍虎       | 1    | 2     | 両国     | 2     |      | 若獅子   | 3    | 3     | 若嶋津    | 1    | 18   |
| 若瀬川     | 0    | 1     | 若ノ海   | 2     | 0    | 若乃花   | 9    | 22(1) | 若の富士  | 3    | 4    |
| 輪島       | 8    | 15(1) | 鷲羽山   | 4     | 7    |          |      |       |           |      |      |

## 改名歴
- 垂沢 和春（たるさわ かずはる）1967年9月場所 - 1973年11月場所
- 麒麟児 和春（きりんじ かずはる）1974年1月場所 - 1988年9月場所

## 年寄変遷
- 北陣 和春（きたじん かずはる）1988年9月 - 2018年3月

## CM出演
- サントリー 純生「相撲甚句 あんたが主役」篇、「俺、サントリー」篇 (1978年) - 加山雄三、旭國と共演[23]